# Phaius pauciflorus
Phaius pauciflorus är en orkidéart som först beskrevs av Carl Ludwig von Blume, och fick sitt nu gällande namn av Carl Ludwig von Blume. Phaius pauciflorus ingår i släktet Phaius och familjen orkidéer.

## Underarter
Arten delas in i följande underarter:
- P. p. pauciflorus
- P. p. sabahensis
- P. p. pallidus
- P. p. punctatus
- P. p. sumatranus